# Медаль Франкліна
Меда́ль Фра́нкліна (англ. Franklin Medal) — приз за наукові й технічні досягнення, яка вручалася з 1915 до 1997 року Інститутом Франкліна (Філадельфія, штат Пенсільванія, США). Її лауреатами були всесвітньо відомі вчені Петро Леонідович Капіця, Томас Едісон, Ернест Резерфорд. З 1998 року вручається Медаль Бенджаміна Франкліна — комплект медалей за досягнення в різних галузях.

## Лауреати
Всього було нагороджено 114 вчених.
- 1915 — Томас Алва Едісон (Інженерна справа)
- 1915 — Гейке Камерлінг-Оннес (Фізика)
- 1916 — Джон Дж. Карті[en] (Інженерна справа)
- 1916 — Теодор Вільям Річардс (Хімія)
- 1917 — Гендрік Антон Лоренц (Фізика)
- 1917 — Девід Вотсон Тейлор[en] (Інженерна справа)
- 1918 — Гульєльмо Марконі (Інженерна справа)
- 1918 — Томас Корвін Менденгалл[en] (Фізика)
- 1919 — Джеймс Дьюар (Фізика)
- 1919 — Джордж Оуен Скваєр[en] (Інженерна справа)
- 1920 — Сванте Август Арреніус (Хімія)
- 1920 — Чарлз Алджернон Парсонс (Інженерна справа)
- 1921 — Шарль Фабрі (Фізика)
- 1921 — Френк Джуліан Спрейг (Інженерна справа)
- 1922 — Ральф Моджеєвський (Інженерна справа)
- 1922 — Джозеф Джон Томсон (Фізика)
- 1923 — Auguste G. Ferrie[en] (Інженерна справа/Комп'ютерні та когнітивні науки)
- 1923 — Альберт Абрагам Майкельсон (Фізика)
- 1924 — Ернест Резерфорд (Хімія)
- 1924 — Едвард Вестон (Інженерна справа)
- 1925 — Еліу Томсон (Інженерна справа)
- 1925 — Пітер Зееман (Фізика)
- 1926 — Нільс Бор (Фізика)
- 1926 — Семюел Реа[en] (Інженерна справа)
- 1927 — Джордж Еллері Гейл (Фізика)
- 1927 — Макс Планк (Фізика)
- 1928 — Чарлз Ф. Браш (Інженерна справа)
- 1928 — Вальтер Герман Нернст (Хімія)
- 1929 — Еміль Берлінер (Інженерна справа)
- 1929 — Чарльз Томсон Різ Вільсон (Фізика)
- 1930 — Вільям Генрі Брегг (Фізика)
- 1930 — Джон Франк Стівенс[en] (Інженерна справа)
- 1931 — Джеймс Гопвуд Джинс (Фізика)
- 1931 — Вілліс Вітні (Інженерна справа)
- 1932 — Філіпп Едуард Антон фон Ленард (Фізика)
- 1932 — Амброуз Свейзі[en] (Інженерна справа)
- 1933 — Поль Сабатьє (Хімія)
- 1933 — Орвілл Райт (Інженерна справа)
- 1934 — Ірвінг Ленгмюр (Хімія)
- 1934 — Генрі Норріс Расселл (Фізика)
- 1935 — Альберт Ейнштейн (Фізика)
- 1935 — Джон Амброз Флемінг (Інженерна справа)
- 1936 — Frank Baldwin Jewett[en] (Інженерна справа)
- 1936 — Чарлз Кеттерінг (Інженерна справа)
- 1937 — Петер Дебай (Хімія)
- 1937 — Роберт Ендрюс Міллікен (Фізика)
- 1938 — William F. Durand[en] (Інженерна справа)
- 1938 — Charles August Kraus[en] (Хімія)
- 1939 — Едвін Габбл (Фізика)
- 1939 — Albert Sauveur[en] (Інженерна справа)
- 1940 — Лео Бакеланд (Інженерна справа)
- 1940 — Артур Комптон (Фізика)
- 1941 — Едвін Армстронг (Інженерна справа)
- 1941 — Чандрасекара Венката Раман (Фізика)
- 1942 — Jerome Clarke Hunsaker[en] (Інженерна справа)
- 1942 — Paul Dyer Merica[en] (Інженерна справа)
- 1943 — George Washington Pierce[en] (Інженерна справа)
- 1943 — Гарольд Клейтон Юрі (Фізика)
- 1944 — Вільям Девід Кулідж (Інженерна справа)
- 1944 — Капиця Петро Леонідович (Фізика)
- 1945 — Гарлоу Шеплі (Фізика)
- 1946 — Henry Clapp Sherman[en] (Біологія)
- 1946 — Henry Thomas Tizard[en] (Інженерна справа)
- 1947 — Енріко Фермі (Фізика)
- 1947 — Роберт Робінсон (Хімія)
- 1948 — Венделл Мередіт Стенлі (Біологія)
- 1948 — Теодор фон Карман (Інженерна справа)
- 1949 — Теодор Сведберг (Біологія)
- 1950 — Юджин Пол Вігнер (Фізика)
- 1951 — Джеймс Чедвік (Фізика)
- 1952 — Вольфганг Паулі (Фізика)
- 1953 — William Francis Gibbs[en] (Інженерна справа)
- 1954 — Charles Edward Kenneth Mees[en] (Інженерна справа)
- 1955 — Арне Тіселіус (Біологія)
- 1956 — Френк Віттл (Інженерна справа)
- 1957 — Hugh Stott Taylor[en] (Хімія)
- 1958 — Дональд Віллс Дуґлас (Інженерна справа)
- 1959 — Ганс Бете (Фізика)
- 1960 — Roger Adams[en] (Інженерна справа)
- 1961 — Детлев Вулф Бронк (Біологія)
- 1962 — Джеффрі Інграм Тейлор (Фізика)
- 1963 — Гленн Теодор Сіборг (Фізика)
- 1964 — Грегорі Брейт (Фізика)
- 1965 — Frederick Seitz[en] (Інженерна справа)
- 1966 — Бріттон Чанс (Біологія)
- 1967 — Маррі Гелл-Манн (Фізика)
- 1968 — Маршалл Воррен Ніренберг (Біологія)
- 1969 — Джон Арчибальд Вілер (Фізика)
- 1970 — Wolfgang K. H. Panofsky[en] (Физика)
- 1971 — Ганнес Альвен (Фізика)
- 1972 — Кістяківський Георгій Богданович (Хімія)
- 1973 — Феодосій Добржанський (Біологія))
- 1974 — Боголюбов Микола Миколайович (старший) (Фізика)
- 1975 — Джон Бардін (Фізика)
- 1976 — Mahlon B. Hoagland[en] (Біологія)
- 1977 — Cyril Manton Harris[en] (Інженерна справа)
- 1978 — Елайс Джеймс Корі (Хімія)
- 1979 — Джордж Евелін Гатчинсон (Біологія)
- 1980 — Avram Goldstein[en] (Біологія)
- 1980 — Лайман Спітцер (Фізика)
- 1981 — Стівен Гокінг ((Фізика)
- 1982 — Сезар Мільштейн (Біологія)
- 1982 — Кеннет Геддес Вільсон (Фізика)
- 1984 — Verner E. Suomi[en] (Інженерна справа)
- 1985 — George C. Pimentel[en] (Фізика)
- 1986 — Бенуа Мандельброт (Фізика)
- 1987 — Стенлі Коен (Біологія)
- 1988 — Дональд Кнут (Комп'ютерні та когнітивні науки)
- 1990 — Hugh E. Huxley[en] (Біологія)
- 1990 — Девід Тернбулл[en] (Фізика)
- 1992 — Фредерік Райнес (Фізика)
- 1995 — Герард 'т Гофт (Фізика)
- 1996 — Річард Смоллі (Хімія)
- 1997 — Маріо Капеккі (Біологія)